# Compteur électrique

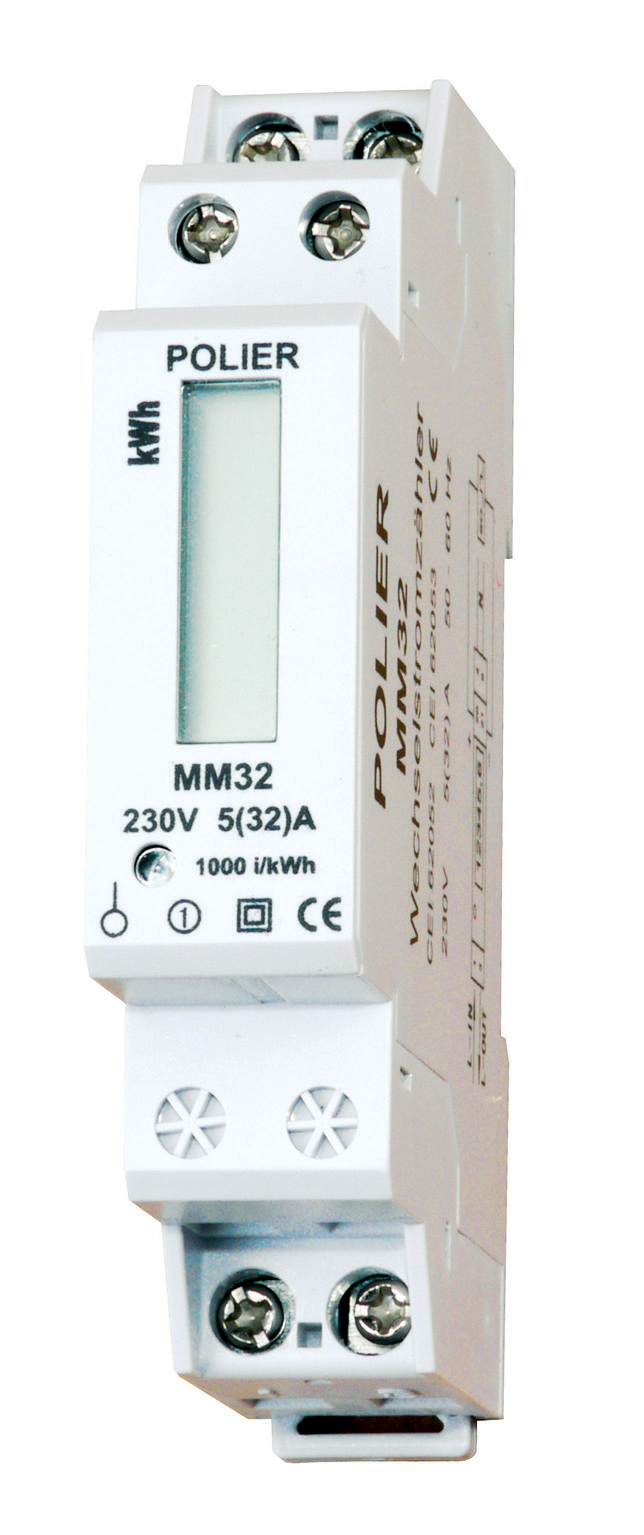
Compteur électrique modulaire couramment utilisé pour toutes les applications de sous-comptage comme le suivi de la consommation de bornes de recharge, de stations photovoltaïques

Un compteur d’énergie électrique ou compteur d’électricité ou compteur électrique est un organe électrique servant à mesurer la quantité d'énergie électrique consommée dans un lieu : habitation, industrie… Il est utilisé par les fournisseurs d'électricité afin de facturer la consommation d'énergie au client. À l'origine ces appareils étaient de conception électromécanique, ils sont remplacés dorénavant par des modèles électroniques. Les nouvelles versions de compteurs électriques sont des compteurs communicants appelés parfois « compteurs intelligents ».
L'unité légale d'énergie est le joule (J). Le watt (W), unité de puissance, correspondant à un flux d'énergie d'un joule transféré en une seconde. Cependant, l'unité d'énergie habituellement utilisée pour la consommation électrique est le kilowatt-heure (kWh). Un kWh est équivalent à 3,6 × 106 J.

## Historique
Les compteurs apparaissent dès la naissance de la distribution électrique dans les années 1880.  Différentes technologies furent explorées.

### Mesure en courant continu
Thomas Edison, partisan de la distribution du courant continu, utilisa, dans un premier temps, un compteur électrolytique (Cu/CuS et, ensuite, Zn/ZnS), le dépôt métallique étant proportionnel au courant ayant parcouru le circuit (une dérivation du circuit principal).  Les électrodes étaient collectées et pesées dans les laboratoires de la société productrice (par exemple, la Pearl Street Station) une fois par mois.  Lawrie-Hall mirent au point une version modifiée utilisable avec du courant alternatif en 1887.

### Mesure en courant alternatif

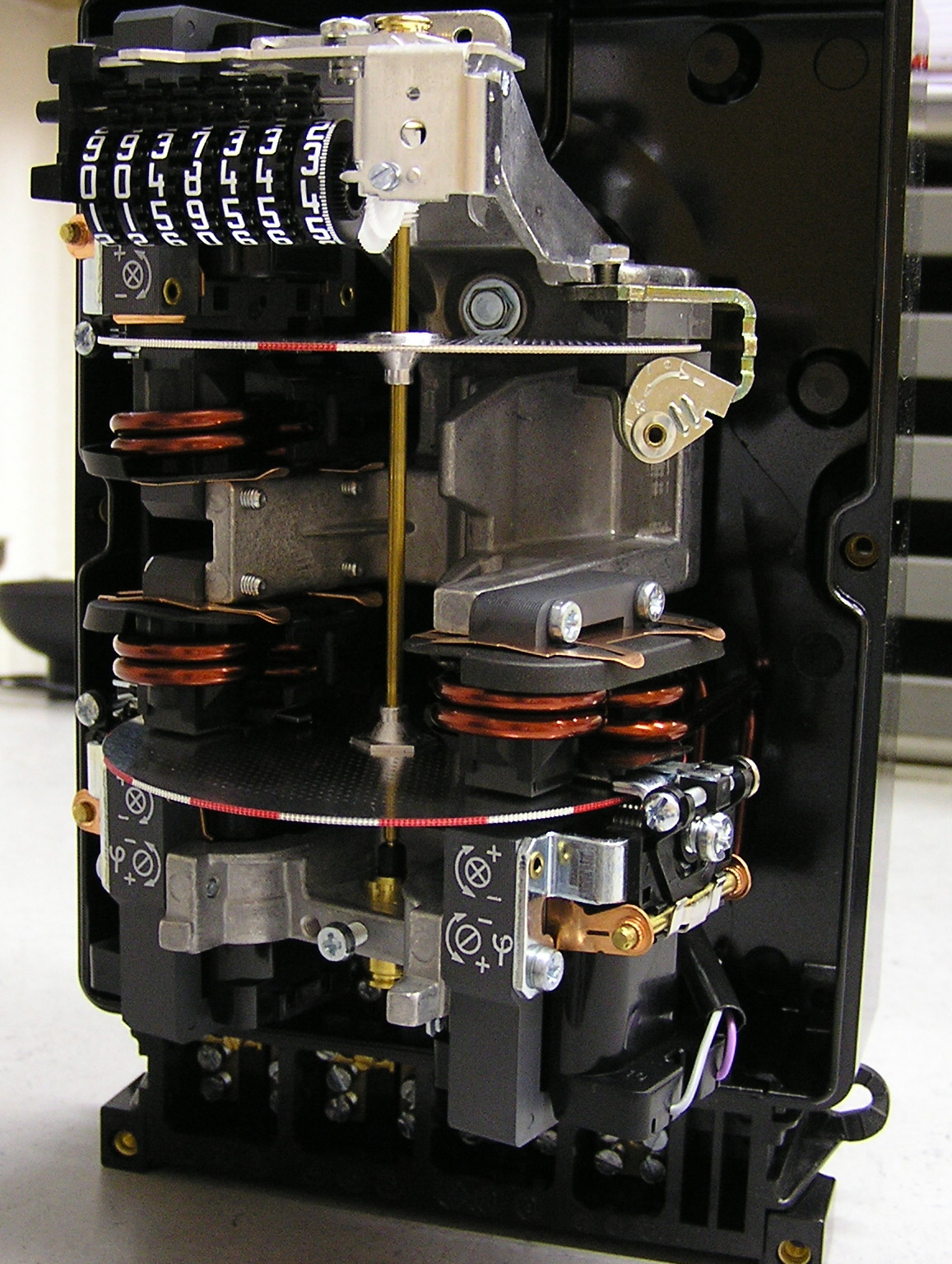
Vue de l’intérieur d'un ancien compteur électrique.

Le premier spécimen de compteur d'énergie électrique pour le courant alternatif fut présenté à la foire de Francfort à l'automne 1889 par les Compagnies Ganz sur la base d'un brevet de l'ingénieur hongrois Ottó Bláthy. Il fut commercialisé à la fin de la même année, sous le nom de « Bláthy-meters ».
En 1894, Oliver Shallenberger de Westinghouse Electric Company parvient à utiliser le principe de l'induction jusqu'alors seulement utilisé pour construire des ampère-heure-mètres pour produire un wattheure-mètre à l'aide d'un disque dont la vitesse de rotation est proportionnelle à la puissance consommée.
Dans les compteurs électromécaniques du XXe siècle, le comptage de l'énergie s'effectue en comptant le nombre de rotations d'un disque animé par des courants de Foucault. Leur principe de fonctionnement est basé sur l'électromagnétisme,,. Un disque mobile (généralement en aluminium) monté sur un axe tournant entraîne un mécanisme de comptage mécanique. Ce disque est soumis aux champs magnétiques alternatifs produits par deux électroaimants disposés à sa périphérie avec des axes parallèles, l'un est parcouru par le courant circulant dans le fil de phase et l'autre par un courant proportionnel à la tension du réseau,,. Ces deux champs magnétiques, qui sont en quadrature (décalés de 90°) et dirigés perpendiculairement par rapport au disque, y induisent des courants de Foucault, lesquels, en induisant un champ magnétique opposé (loi de Lenz-Faraday) déterminent la rotation du disque (principe identique à celui de la machine asynchrone),, par l'effet d'un couple moteur proportionnel au double produit du courant par la tension et par le cosinus du déphasage entre ces grandeurs (puissance active instantanée). Le disque passe entre les pôles d'un aimant permanent, disposé également à sa périphérie et créant un couple résistant amortisseur qui permet également le réglage du compteur,,. Après étalonnage, un tour du disque détermine la constante du compteur en Wh/tour.

## Comptage électrique en France

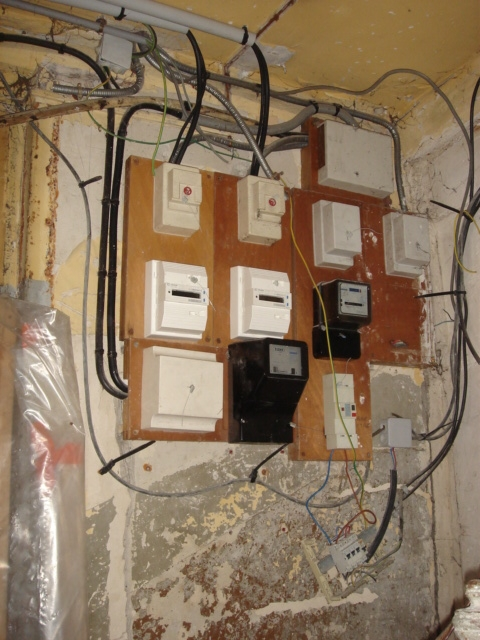
Tableaux EdF de comptage et d'alimentation électrique dans un immeuble collectif ancien.

En France, la relève du compteur d'électricité fait partie du domaine régulé. C'est une des missions du transporteur d'électricité et du distributeur d'électricité (Enedis, et sur 5 % du territoire les ELD), conformément à la loi du 10 février 2000 (articles 15 et 19). Une fois par an, le gestionnaire de réseau mandate un technicien afin d'effectuer la relève de l'index du compteur. Cet index est transmis au fournisseur d'électricité afin qu'il puisse facturer son client sur la base de sa consommation réelle.
L'essentiel de l'année, le client est facturé sur la base d'une estimation de sa consommation fondée sur sa consommation des années précédentes. La transmission de l'index donne lieu à une facture de régularisation, qui corrige la différence entre l'estimation et la consommation réelle de l'année écoulée. Pour être facturé sur la base de sa consommation réelle tout au long de l'année, le client a la possibilité de pratiquer une auto-relève de l'index de son compteur et de la transmettre à son fournisseur.
Le remplacement d'un compteur défectueux est gratuit, mais un changement de puissance de compteur ou d'option tarifaire à la demande du client induisant une intervention d'un technicien sera facturée par le gestionnaire de réseau.

## Différents types de compteurs

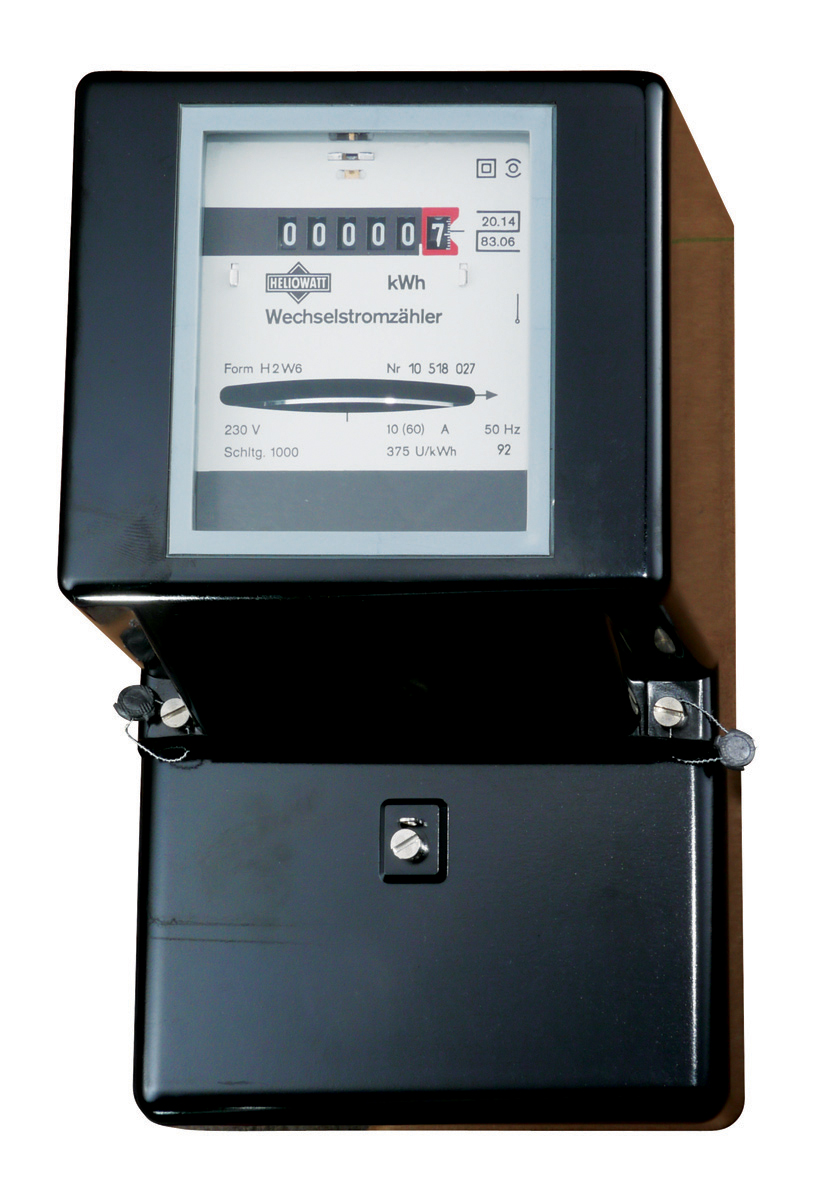
Compteur « classique » monophasé Heliowatt.
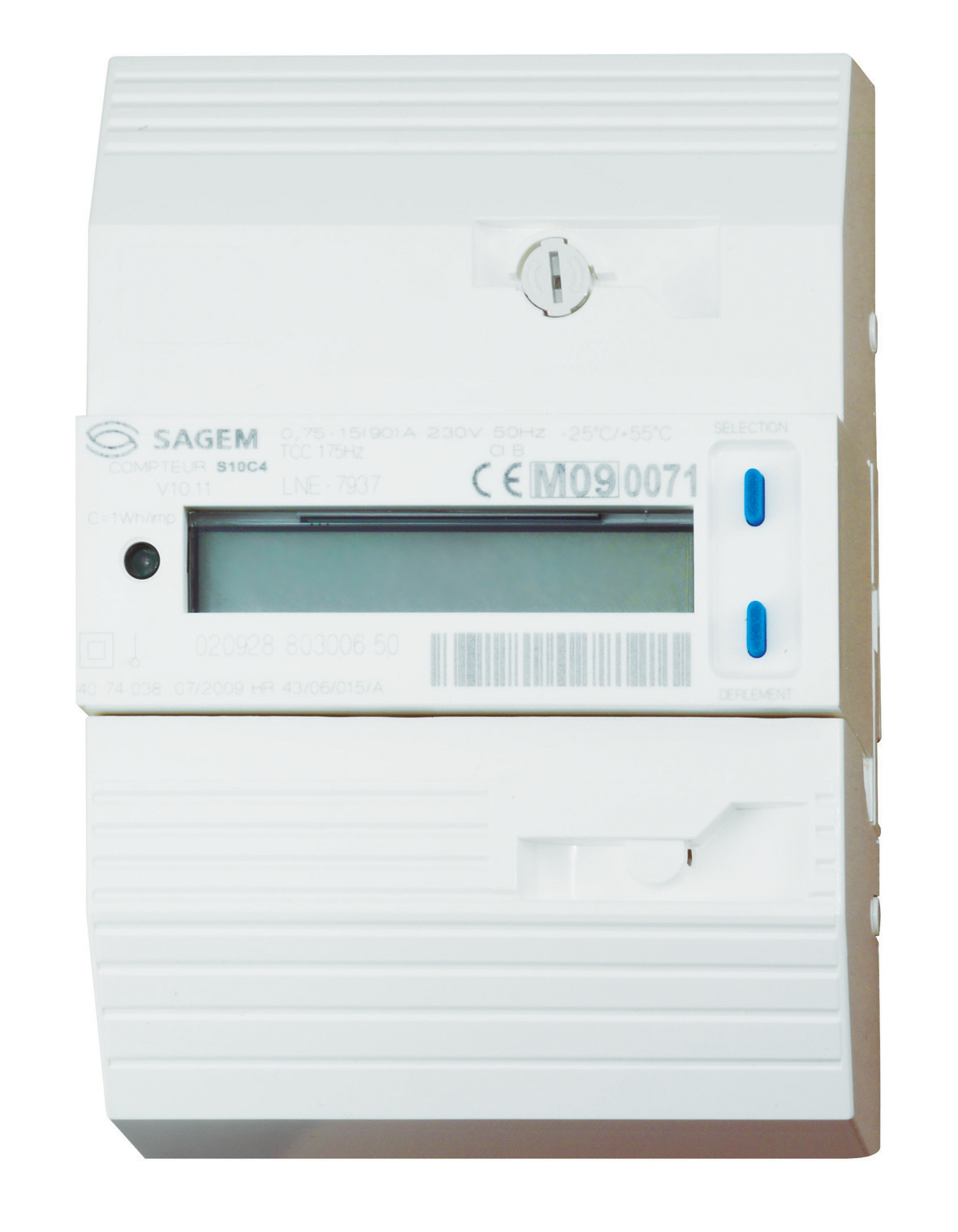
Compteur électronique monophasé type « EDF » SAGEM.
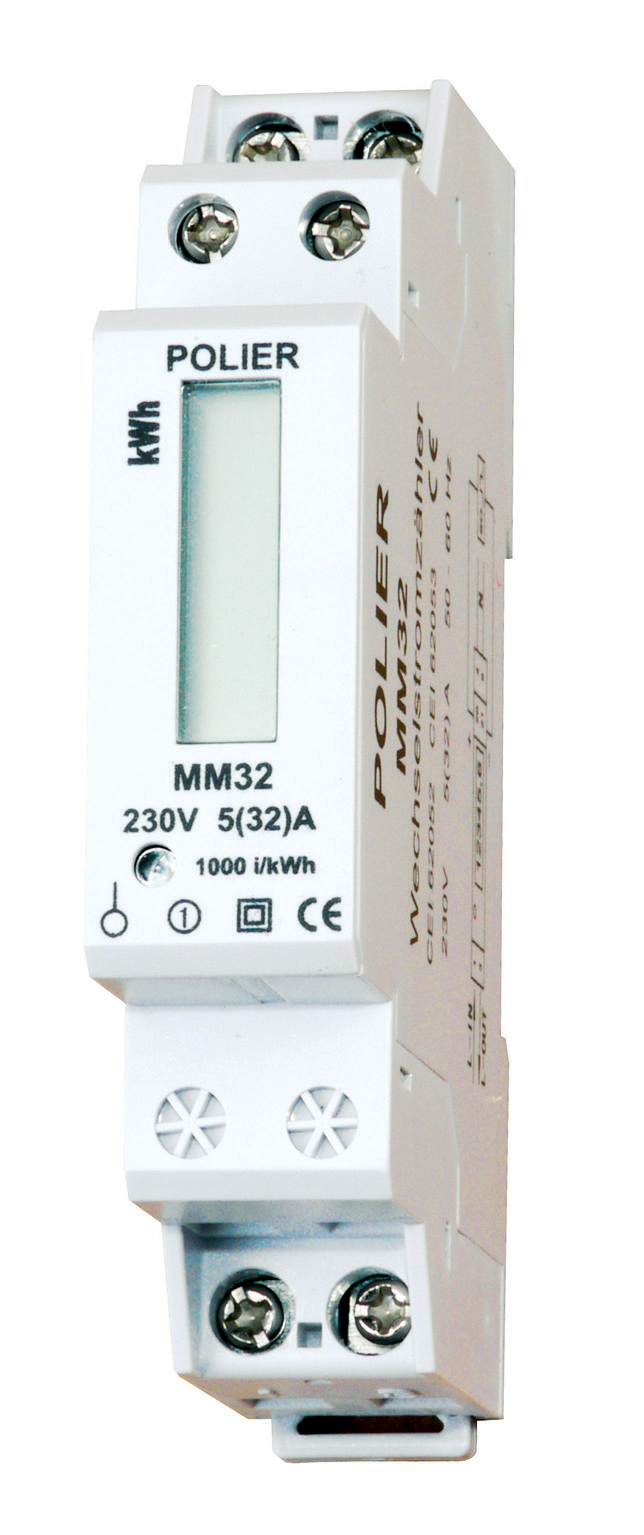
Compteur monophasé « modulaire » Polier.
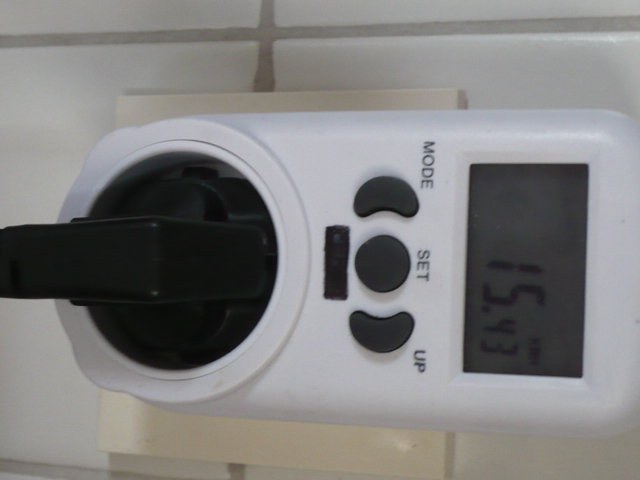
Compteur de consommation d'appareillage électrique.
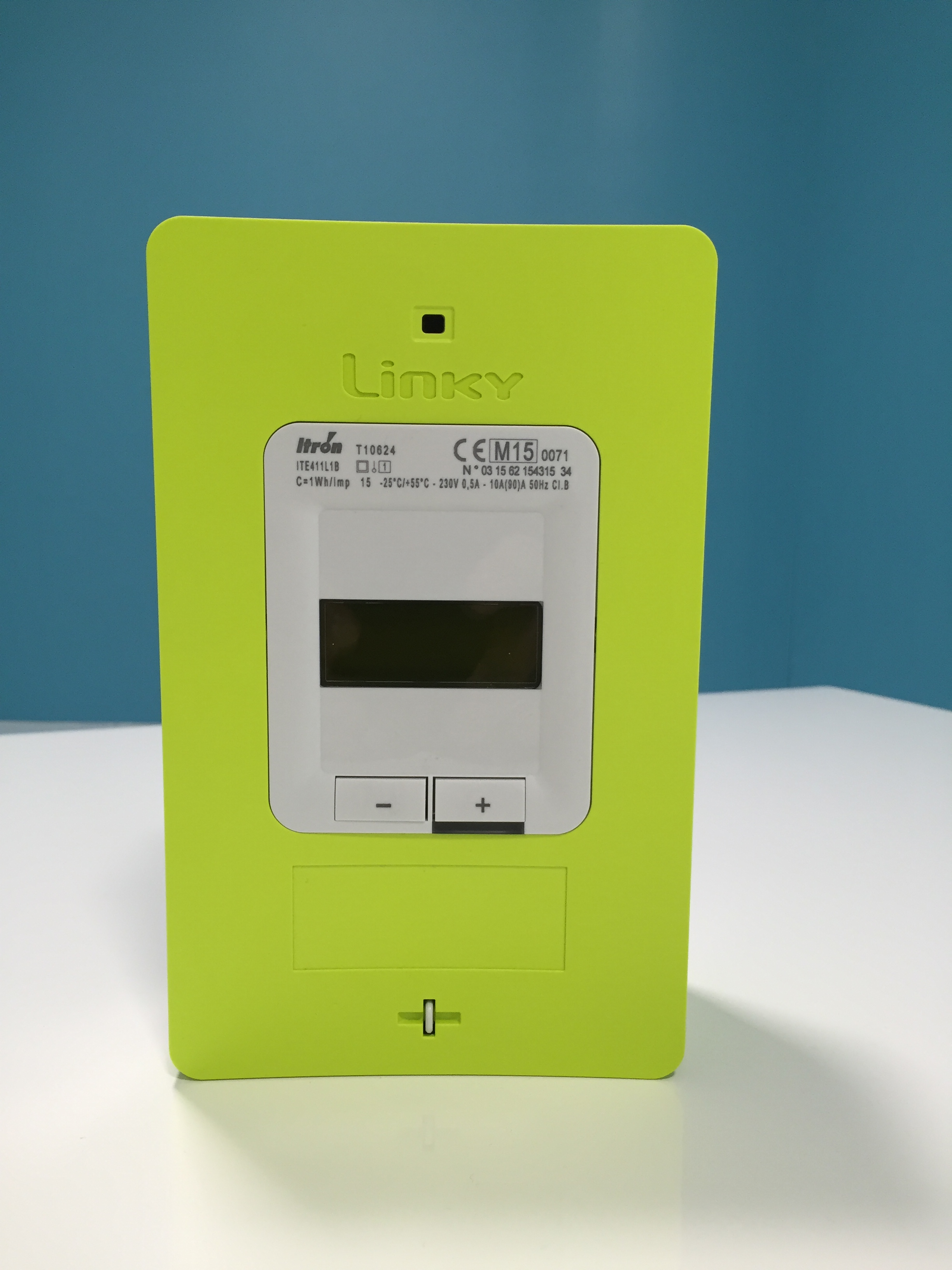
Compteur communicant Linky.

### Compteurs classiques électromécaniques

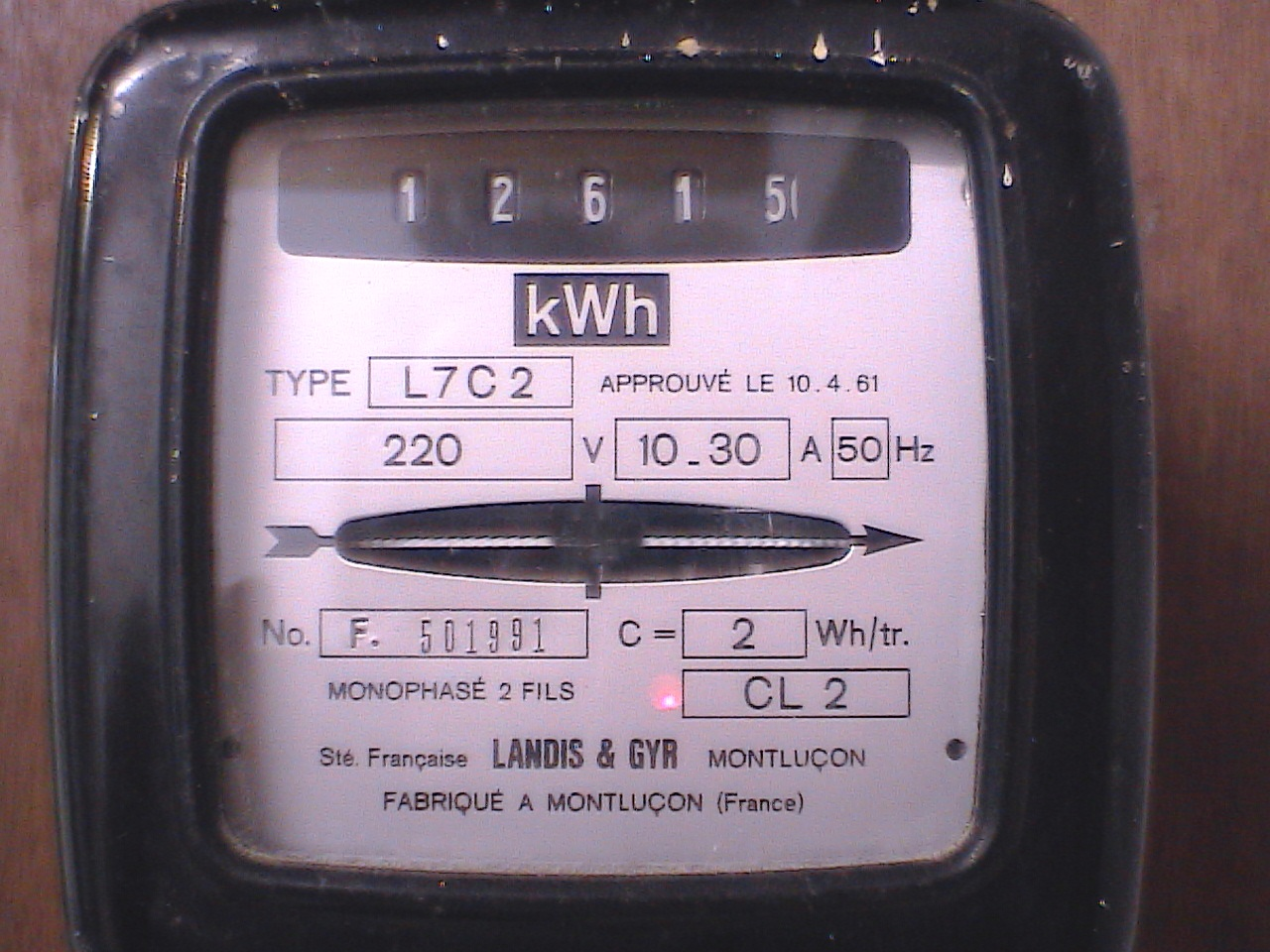
Compteur Landis+Gyr des années 1960

Ce sont les plus anciens compteurs. On les reconnaît à leur disque qui tourne proportionnellement à l'énergie consommée. Ils se fixent à l’aide de trois points d’attache. Leur intérêt est leur grande robustesse et leur facilité d’installation. Les compteurs que l’on trouve principalement sur le marché sont des compteurs rénovés. Il s’agit de la première génération de compteurs installés par EDF.

### Compteurs électroniques
Bien que ce type de compteur existe dès les années 1980, c'est à partir des années 1990 qu'ils font leur apparition dans le paysage français. Le système de comptage est électronique et ils sont souvent moins encombrants que les compteurs classiques. Comme presque tous les ampèremètres, la mesure est effectuée à l'aide d'un  shunt de mesure. La tension mesurée aux bornes de ce shunt est proportionnelle à l'intensité qui le traverse. Ils peuvent être à affichage mécanique ou LCD (numérique). Ces compteurs sont plus sensibles aux surintensités et surtensions, et tout particulièrement à la foudre. Il s’agit de la deuxième génération de compteurs installés par EDF.
Bien plus sophistiqué que son ancêtre électromécanique, le compteur électronique est conçu pour mieux résister aux tentatives de fraude. Mais il persisterait encore de fréquentes erreurs de surfacturation, dues à un problème d’estimation de la consommation.

### Compteurs modulaires
Les compteurs électriques modulaires ont un système de mesure électronique. Ils ont l’intérêt d’être peu encombrants. Ils sont également faciles d’installation car ils se montent sur un rail DIN. L’affichage peut être mécanique ou LCD (numérique).

### Compteurs de type centrale de mesure
Une centrale de mesure donne généralement plus d'informations qu'un simple compteur électrique. Elle donne généralement la tension, l’intensité mais mesure également les harmoniques. Elle a souvent de la mémoire pour enregistrer ces grandeurs. Elle est également dotée de sorties (RS232, RS485, Ethernet…) qui lui permettent de communiquer.

### Compteur de consommation d'appareillage
Le dispositif de comptage d'énergie électrique s'intercale entre la prise et l'appareil dont on souhaite mesurer la consommation. Le système de comptage est électronique.

### Compteur électrique communicant
Les compteurs électriques communicants (parfois appelés intelligents) sont la dernière génération de compteurs. Les principales caractéristiques de ces compteurs sont de pouvoir communiquer et donc de pouvoir être relevés, coupés et remis en route à distance. 
Ces compteurs aident le public à prendre conscience instantanément de ses consommations et permettent le comptage des flux d'énergie dans les deux sens pour les foyers équipés de modules photovoltaïques ou d'une autre installation de production électrique, ou de bâtiment à énergie positive. Ils informent les producteurs immédiatement et permettent des factures plus détaillées pour les clients. 
En France une version commerciale nommée Linky fait l'objet par Enedis d'une campagne de généralisation à partir de fin 2015.
L'Irlande lance à partir de 2012 (dès 2008 dans 25 000 foyers) des compteurs communicants. L'Irlande espère aussi réduire la demande en électricité en incitant les ménages et entreprises à plus de sobriété électrique. Le surcoût induit par l'installation de ces compteurs est évalué à 300 millions d'euros.
Un tel compteur mixte électricité/gaz a été conçu aux Pays-Bas en 2005 et utilisé depuis 2013, avec les mêmes objectifs de diminution de la consommation, par un usage optimisé de l'électricité par les foyers.

## Différents types d’affichage.

### Affichage mécanique
L’affichage mécanique est le plus ancien des affichages mais présente l'avantage de pouvoir être lu y compris lors de coupures de courant. De plus, en cas de détérioration ou de vandalisme, la dernière valeur enregistrée reste affichée, ce qui rend sa lecture toujours possible.

### AffichageLCD(numérique)
Il présente l'avantage de pouvoir afficher différentes informations : tarifs du kilowattheure, watt, tension, etc. En France, il est installé sur toute nouvelle installation.

## Marché des compteurs
- Le marché Enedis : il s’agit du principal marché pour les compteurs électriques. Enedis installe et entretien les nouveaux compteurs. Enedis s’occupe également de relever et valoriser (analyse, correction d'erreur, suivi de fiabilité) les index.
- Le sous comptage privé : le sous comptage privé sert à suivre la consommation. Il est également utilisé pour refacturer l’électricité par exemple dans les campings.
- Le sous comptage dans l’industrie est utilisé pour suivre la consommation des différentes installations, des différentes chaines de production, etc. Il a souvent pour but d’optimiser la consommation.
- Le comptage provisoire est utilisé pour les chantiers, les foires, les marchés. Le compteur est installé par le client final, mais c’est Enedis qui fait le relevé et le plombage.

## Normes, directives et conformité
- Normes
  - CEI 62053-31:1998[14] : équipement de comptage de l'électricité (c.a.) – Prescriptions particulières – Partie 31 : dispositifs de sortie d'impulsions pour compteurs électromécaniques et électroniques (seulement deux fils).
  - CEI 62052-11:2003[15] : équipement de comptage de l'électricité (CA) – Prescriptions générales, essais et conditions d'essai – Partie 11 : équipement de comptage
- Directive
  - CE 2004/22/CE[16], actualisée le 26 février 2014 : 2014/32/UE[17]: seuls les compteurs conformes à la directive MID peuvent être utilisés pour facturer de l’électricité.
- Conformité
  - Conforme MID : un compteur conforme MID signifie qu'il est conforme à la directive 2014/32/UE. Enedis n'installe que des compteurs conforme MID puisqu'ils facturent de l'électricité.
  - Conformité EDF : cela signifie que le compteur a été validé par le service achat d'EDF.

## Mesures contradictoires
Dans une étude menée à l'université de Twente (Pays-Bas) en collaboration avec l'université de sciences appliquées d'Amsterdam, portant sur neuf compteurs intelligents produits entre 2004 et 2014, en fonction de leurs méthodes de mesure, différents types de compteurs n'ont pas correctement donné l'image de la puissance consommée,. Cela a conduit à des sous-estimations ou surestimations importantes de la consommation, cinq des neuf compteurs testés donnant des valeurs bien plus élevées, allant dans certains cas jusqu'à presque 600 % et deux sous-estimant de l'ordre de 30 %,. L'étude explique ces inexactitudes par l'inadéquation entre la forme d'onde du courant résultant de l'utilisation d'ampoules à économie d'énergie (dont les  lampes fluorescentes et les ampoules à LED en combinaison avec des dimmers ou gradateurs, ceci donnant les plus grandes erreurs de mesure) et l'organe de mesure du courant,. Ainsi, ceux utilisant un capteur à effet Hall sont plus précis (mais en sous-estimant) que ceux incorporant une bobine de Rogowski, lesquels donnent les plus grandes surestimations,. Les expérimentateurs signalent que tous les compteurs objet des tests sont conformes aux normes légales mais déplorent que les certifications en vigueur ne tiennent pas suffisamment compte des méthodes modernes de commutation utilisées dans les ballasts électroniques incorporés à ces lampes,.
Les principaux fabricants européens de compteurs, regroupés dans l'European Smart Metering Industry Group (ESMIG), critiquent les conditions dans lesquelles ces tests ont été réalisés,, les estimant non reproductibles « dans aucun scénario de ménage imaginable », jugeant « surréaliste qu'un ménage connecte trente ampoules LED à un même variateur de lumière » et indiquant que le choix fait par l'université d'utiliser ensemble des « composants non compatibles crée de substantielles émissions électromagnétiques qui dépassent largement les niveaux maximums autorisés par les directives européennes et les normes connexes […]. ». Pour eux, les déclarations de université de Twente, laissent penser faussement que les mêmes conditions seraient susceptibles de se produire chez les particuliers avec n'importe quel matériel conforme à la réglementation européenne et largement diffusé. Ils concluent qu'« il n'y a pas de raison de remettre en question la technologie de compteur intelligent. »
Le compteur communicant Linky installé par Enedis n'utilise pas de capteurs à effet Hall ni de bobines de Rogowski et ne figure pas dans l'étude.

## Facturation de l’électricité
Seuls les compteurs conformes à la directive MID (Measuring Instruments Directive) peuvent être utilisés pour facturer de l’électricité. Cela assure que le compteur compte de façon précise. Enedis est responsable de la gestion du réseau électrique et des compteurs en France, il est le distributeur d'électricité. Le client choisit son fournisseur d'électricité qui le facture.

## Aide financière pour la fourniture d’électricité
Il existe des aides financières afin d'aider les particuliers ayant des problèmes à payer leurs factures d’électricité. Ce tarif social est déterminé par des organismes comme la CMU (CPAM), ces derniers fournissent les documents nécessaires au fournisseur d’électricité qui fera alors le nécessaire auprès de l’abonné. 
Depuis 2018 , le Tarif de 1 ère Nécessité, et son équivalent pour le gaz n'existent plus . Ils ont été remplacés par le chèque Energie .Ce chèque permet de régler son fournisseur d’électricité et/ou de gaz , mais aussi de payer son fioul , ses commandes de bois ou de granulés pour se chauffer. 
Les critères ont été élargis et à l'heure actuelle, trois organismes peuvent désigner les bénéficiaires ( CAF, CPAM, et les impôts). 

## Indications sur les compteurs
Sur l’étiquetage des compteurs figurent les informations suivantes : 
- le type du compteur (monophasé ou triphasé) ;
- l’unité de mesure qui est généralement le kilowattheure (kWh) ;
- les intensités nominale et maximale du compteur.